# Roy Chadwick
Pour les articles homonymes, voir Chadwick.
Roy Chadwick, né le 30 avril 1893 à Farnworth et mort le 23 août 1947 à Woodford, est un ingénieur aéronautique et concepteur d'avions britannique qui a travaillé pour la société Avro.
Il est célèbre en particulier pour la conception des bombardiers Avro Lancaster et Avro Lincoln et des dessins préliminaires du bombardier Avro Vulcan. Il a également transformé l'Avro Lincoln dans sa version Avro Shackleton.
Il est membre de l'Ordre de l'Empire britannique et de la Royal Aeronautical Society.